# Guess
Guess Inc. — американська компанія з виробництва одягу, відома своєю чорно-білою рекламою. Guess ліцензує свій бренд на інші модні аксесуари, такі як годинники, ювелірні вироби, парфуми, сумки та взуття.

## Історія

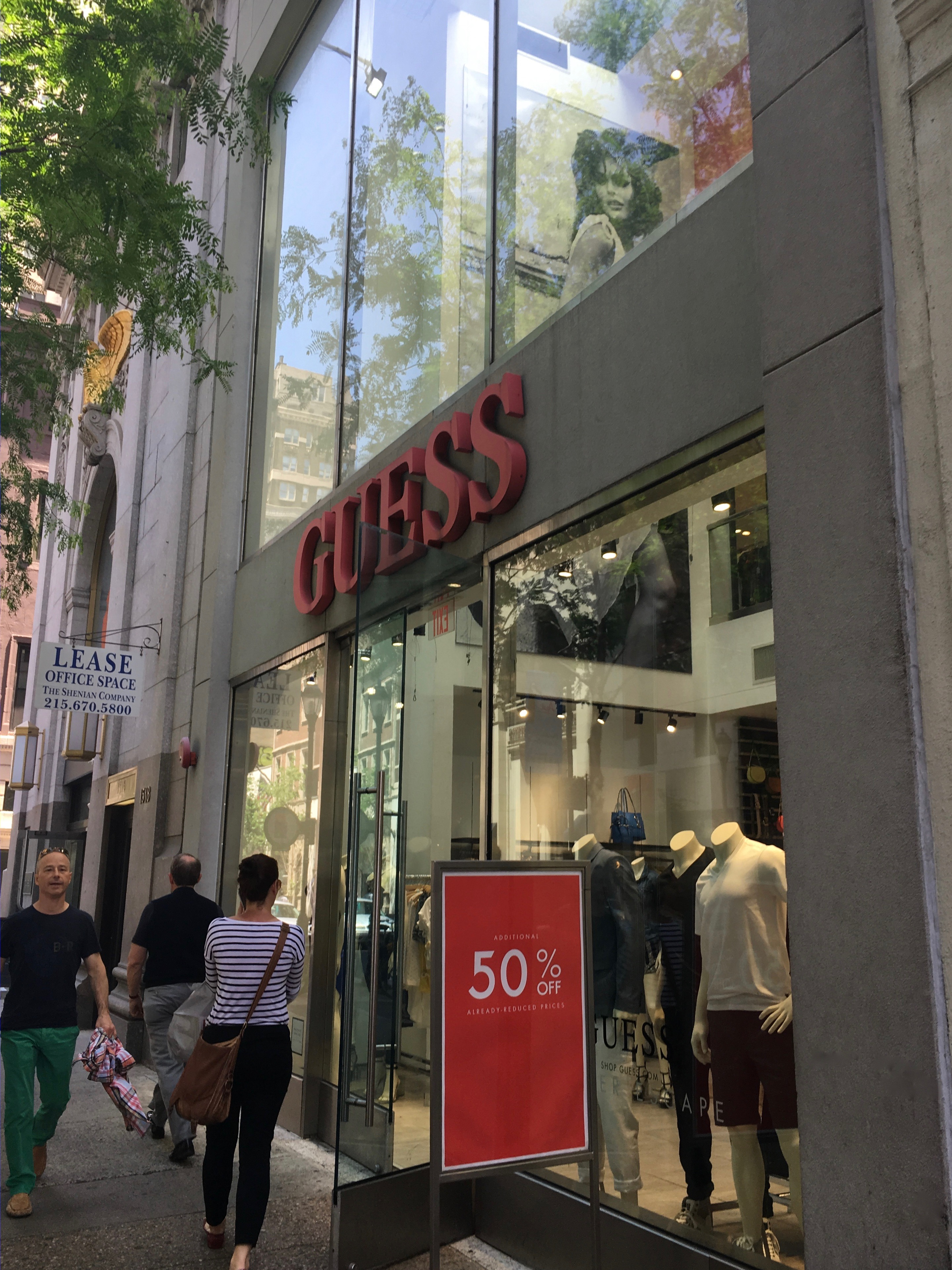
Магазин Guess

Компанія Guess виникла у 1982 році як книга стилів, яку започаткували Жорж, Моріс, Арман і Пол Марчіано . Брати перейшли на продаж джинсів з легкої облягаючої тканини і блискавками на щиколотках. Guess почав пропонувати ліцензовану продукцію, включаючи годинники, окуляри та лінійку ароматів. У 1985 році компанія представила чорно-білу рекламу, яка згодом отримала численні нагороди за дизайн.
Жорж хотів виставляти продукцію Guess лише в більш ексклюзивних магазинах, тоді як інші брати придумали ширшу стратегію розповсюдження, яка включала магазини зі знижками. Жорж продовжував виступати проти ідеї продажу за межі роздрібних торгових точок класу люкс. Він раптово продав свою частку в компанії своїм братам у вересні 1993 року за 214,2 мільйона доларів. Щоб профінансувати покупку, три брати, що залишилися, позичили 210 мільйонів доларів, а 105 мільйонів доларів залишилися непогашеними через три роки потому. Щоб зібрати гроші, брати зробили Guess загальнодоступним у липні 1996 року.
До кінця десятиліття продажі впали, тому Guess скоротила свої плани розширення, щоб зосередитися на підвищенні прибутку від інвестицій. 26 січня 2001 року компанія переглянула попередні результати за 2000 фінансовий рік після списання знецінених запасів. У 2004 році відділ аксесуарів було значно розширено, а кілька магазинів у США було оновлено. Guess також створила недорогу колекцію, яка продається виключно через її торгові точки, і представила своє перше розширення бренду, висококласну жіночу лінію одягу та аксесуарів під назвою Marciano.
Guess продовжувала свою лінію дитячого одягу Guess Kids у 2000-х роках, а в 2006 році почала просувати лінію через свої фабричні роздрібні магазини. Нею продовжували керувати брати Марчіано, як співголови та співвиконавчі директори. Моріс Марчіано наглядав за дизайном і зростанням продажів, а Пол керував іміджем і рекламою. Компанія працює в багатьох країнах світу, більшість її магазинів розташовані в США та Канаді.
У 2012 році, через 23 роки після першого позування для бренду, супермодель Клаудія Шиффер знову позувала на 30-річчя Guess. У 2017 році Каміла Кабелло була оголошена новим обличчям Guess. З 2018 року обличчям Guess стала Дженніфер Лопес.
Віктор Ерреро змінив Пола Марчіано на посаду генерального директора в серпні 2015 року. У лютому 2019 року було оголошено, що Віктор Ерреро піде у відставку з посади генерального директора, а його заміною буде обрано Карлоса Альберіні.

### Футболки «Ski Colombia»
У 2005 році компанія Guess зняла лінію футболок з ринку після того, як Еріка Беккер-Медіна, мешканка округу Колумбія та державний службовець, очолила кампанію із закликами до бойкоту компанії. На футболках, випущених компанією у другому кварталі 2005 року, було витиснено напис «Ski Colombia: завжди багато свіжого порошку», мабуть, у зв'язку з проблемою торгівлі наркотиками в Колумбії . Guess роздав листи з вибаченнями.

### Порушення логотипу Gucci
У 2009 році італійський бренд класу люкс Gucci звинуватив Guess у підробці та порушенні прав на торгову марку логотипу Gucci та суміжних G, які з'являються на парах взуття Guess. У 2012 році Gucci отримав компенсацію в розмірі 4,7 мільйона доларів; спочатку італійський бренд просив 221 мільйон доларів.